# Cazul diamantului Mazarin
Cazul diamantului Mazarin (în engleză The Adventure of the Mazarin Stone) este una dintre cele 56 povestiri scurte cu Sherlock Holmes ale lui Sir Arthur Conan Doyle și prima povestire din volumul Arhiva lui Sherlock Holmes. În reeditările mai noi ale volumului, ea este a treia povestire.
Ea a fost publicată în octombrie 1921 în revista Strand Magazine (ilustrată de Alfred Gilbert), apoi în volumul "Arhiva lui Sherlock Holmes" (în engleză The Case-Book of Sherlock Holmes) editat în 1927 de John Murray din Anglia. 

## Subiect

### Misterul inițial

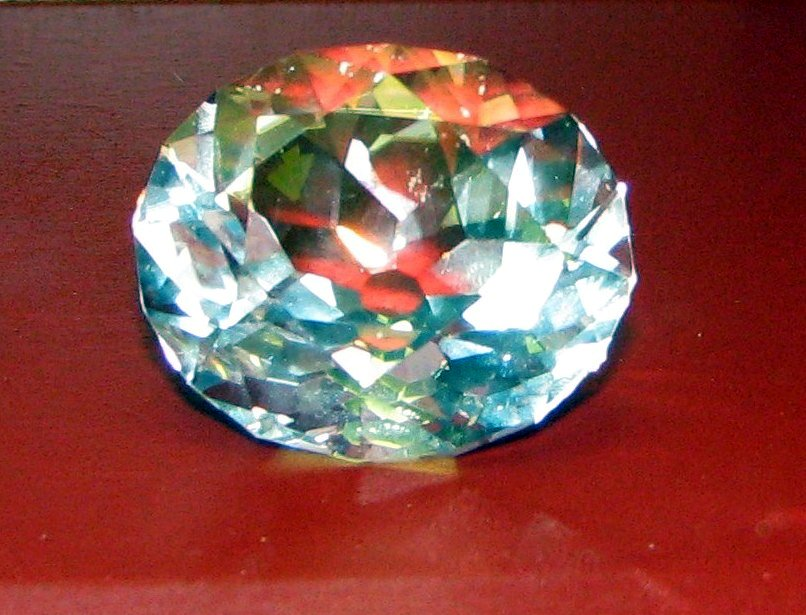
Copie a diamantului Koh-i-Noor, nou tăiat

Doctorul Watson sosește la fosta sa locuință din 221B Baker Street pentru a-l vizita pe prietenul său, Sherlock Holmes, și este primit de Billy, tânărul paj al detectivului. Billy îi explică doctorului că Holmes încă dormea la ora 7 seara. Detectivul investighează furtul unui diamant al Coroanei britanice, cunoscut sub denumirea de "diamantul Mazarin" și care valorează 100.000 £. Prim-ministrul și ministrul de interne au fost să-l vadă pe Holmes și au insistat ca Lordul Cantlemere, care nu este aparent un mare fan al lui Sherlock Holmes și nu crede în puterile sale deductive, să facă apel la serviciile detectivului pentru a găsi bjuteria dispărută.
În ultimele două zile, Holmes se deghizase ca un muncitor șomer și apoi ca o femeie bătrână și l-a urmărit pe hoț prin Londra. El nu a mâncat, crezând că foamea îi ascute inteligența. 

### Rezolvare
Billy îi arată lui Watson că un manechin de ceară, semănând în mod remarcabil cu Sherlock Holmes, a fost plasat pe un scaun de lângă fereastra camerei. Holmes iese la scurtă vreme din dormitorul său și explică lui Watson că i-a descoperit pe cei care au furat diamantul: creierul furtului este contele Negretto Sylvius, iar complicele său este Sam Merton. El l-a urmărit pe Sylvius folosindu-se de diverse deghizări, dar nu a reușit să afle unde era ascuns diamantul. 
De altfel, răufăcătorii știu că Holmes îi urmărește și par să aibă intenția fermă de a-l elimina. Manechinul este o momeală concepută pentru a-l păcăli pe un posibil trăgător cu pușca din exterior. Watson remarcă faptul că o stratagemă identică fusese folosită în povestirea "Casa pustie" pentru a evita gloanțele colonelului Sebastian Moran. Se pare că Holmes se așteaptă la săvârșirea unui atentat la viața lui chiar în acea seară și îi scrie lui Watson numele și adresa ucigașului, în cazul în care încercarea va avea succes: criminalul - și hoțul bijuteriei - este contele Negretto Sylvius, care locuiește la 136 Moorside Gardens, NW (aceasta nu este o adresă reală).
Câteva momente mai târziu, Billy intră în cmeră cu cartea de vizită a contelui Negretto Sylvius. El a sosit în casă și cere să fie primit de detectiv. Holmes se aștepta cu greu la acest lucru. Watson remarcă prezența în stradă, lângă ușă, a lui Sam Merton, un boxer și complice al contelui. În ciuda pericolului iminent, Holmes acceptă să-l primească în casă pe Sylvius, dar iese cu Watson din cameră pe o altă ușă. 
Holmes îi dă lui Watson un mesaj scris și îi spune să-l înmâneze lui Youghal de la Departamentul de Investigații Criminale (CID) și îl scoate din casă pe doctor, în ciuda obiecțiilor sale că Holmes se expune la un pericol. Holmes îi spune lui Watson să vină înapoi cu poliția. Între timp, el va încerca să afle de la conte singurul amănunt pe care nu reușise să-l elucideze: locul unde se afla piatra.
Sylvius intră în camera principală a apartamentului de la 221B, care este goală. Văzând manechinul și confundându-l cu Holmes, contele este pe punctul de a-i sparge capul cu bastonul, când Holmes intră în cameră și-i vorbește. Intențiile contelui sunt destul de clare, după cum bănuia și Holmes.
Sylvius îi cere lui Holmes să-i spună de ce și-a pus agenții să-l urmărească. Holmes precizează că el-însuși a fost cel care l-a urmărit, fiind deghizat, și compară activităților sale de luptă împotriva criminalității cu vânătoarea de lei din Algeria a contelui - pericolul este înveselitor și, în plus, scapă țara de un dăunător.
Holmes îi explică răufăcătorului că el cunoaște multe informații compromițătoare legate de activitățile criminale săvârșite de conte. Detectivul îi propune acestuia un târg: Sylvius trebuie să-i spună unde este ascuns diamantul, în schimbul căruia va fi lăsat în libertate. În cazul că nu-i va spune locul ascunzătorii, Holmes amenință că-l va denunța pe Sylvius și pe complicele său la Scotland Yard pentru toate afacerile precedente de care are cunoștință, ceea ce i-ar aduce 20 de ani de închisoare.
Holmes se mândrește cu faptul că nobilul îi va spune unde a ascuns diamantul. La început, acesta neagă faptul că ar ști de diamant, dar Holmes îl face să se dea de gol. Ambii bărbați sunt înarmați. Contele este așezat pe un revolver, iar Holmes pipăie un pistol în buzunarul halatului său. 
Holmes îi cere lui Billy să-l roage să urce în cameră pe Sam Merton pentru ca cei doi răufăcători să aleagă între două opțiuni: să meargă la închisoare pentru 20 de ani, dacă Holmes nu găsește diamantul, sau să-i dezvăluie locul unde se află piatra și să rămână în libertate. Detectivul afirmă că-i va lăsa să se decidă în mod liber pentru una din cele două opțiuni, el retrăgându-se în dormitor pentru a cânta la vioară; la scurtă vreme, se aud din camera lui Holmes sunete ale unei barcarole din opereta Povestirile lui Hoffmann de Jacques Offenbach.
Lăsați singuri, cei doi hoți discută oferta lui Holmes și sunt tulburați doar de un ușor zgomot provenind aparent de undeva din stradă. În cursul discuției lor cu privire la următoarea mutare, Sylvius îi dezvăluie complicelui său că diamantul Mazarin se află la el, într-un buzunar secret. El scoate piatra pentru a i-o arăta lui Merton și se apropie de fereastra unde se afla manechinul, pentru a se uita mai bine la el. Sylvius și Merton rămân uimiți atunci când manechinul de ceară se întoarce către ei, le ia diamantul din mână și îi amenință cu un revolver. Spre stupefacția celor doi bărbați, Holmes explică faptul că pusese un concert de vioară la gramofon, apoi intrase discret în cameră printr-un bovindou, la care se ajungea printr-o a doua ușă care ducea în spetele perdelelor. De asemenea, este clar acum că zgomotul ușor fusese făcut atunci când Holmes a scos manechinul.
Watson sosește atunci la locuința de la 221B cu poliția, iar Sylvius și Merton sunt arestați. La scurtă vreme, scepticul lord  Cantlemere intră în camera lui Holmes, pentru a se informa de mersul anchetei. Detectivul, căruia îi place să-și finalizeze anchetele printr-o scenă teatrală, îi face acestuia o farsă și-i strecoară discret diamantul Mazarin în buzunarul de la paltonul lordului. În fața nerăbdării acestuia față de discursul pesimist al lui Holmes, detectivul afirmă cu umor că piatra se găsește asupra lordului. Cantlemere nu apreciază simțul umorului al lui Holmes, fiind totuși forțat să admită că se înșelase cu privire la priceperea detectivului.

## Personaje
- Sherlock Holmes
- doctorul Watson
- Lordul Cantlemere - reprezentantul Curții Regale
- Billy - pajul tânăr de la locuința lui Holmes
- Contele Negretto Sylvius - nobil pe jumătate italian, vânător de lei în Algeria, implicat în mai multe infracțiuni
- Sam Merton - fost boxer, infractor în slujba contelui Negretto Sylvius
- Youghal - inspector la Scotland Yard

## Comentarii
Această povestire este notabilă ca una dintre cele două povestiri cu Sherlock Holmes ale lui Arthur Conan Doyle, în afară de un cuplet de replici umoristice, care sunt scrise la persoana a III-a. Cealaltă este "Ultima reverență". 
Povestirea "Cazul diamantului Mazarin" a fost scrisă în acest fel deoarece a fost adaptată după un spectacol de teatru, "The Crown Diamond", în care a apărut Watson abia a apărut. Adaptarea sa dintr-o piesă de teatru explică, de asemenea, de ce acțiunea din această povestire se petrece într-o singură cameră. În piesa originală, personajul negativ a fost colonelul Sebastian Moran, inamicul lui Holmes din "Casa pustie", și nu contele Negretto Sylvius.
Aceasta este una dintre cele patru povestiri despre care o reprezentare a dr. Watson din romanul The Seven-Per-Cent Solution (1974) al lui Nicholas Meyer spune că sunt "aiureli" inventate. (Celelalte trei provin tot din volumul Arhiva lui Sherlock Holmes.)

## Adaptări cinematografice
Povestirea "Cazul diamantului Mazarin" a fost adaptată de mai multe ori în decursul timpului. 
| An   | Titlu                              | Țară         | Regizor         | Holmes        | Watson           | IMDb     |
| ---- | ---------------------------------- | ------------ | --------------- | ------------- | ---------------- | -------- |
| 1923 | The Stone of Mazarin               | Regatul Unit | George Ridgwell | Eille Norwood | Hubert Willis    | legătură |
| 1951 | The Adventure of the Mazarin Stone | Regatul Unit | Anthony Cope    | Andrew Osborn | Philip King      | legătură |
| 1994 | The Mazarin Stone                  | Regatul Unit | Peter Hammond   | Jeremy Brett  | Edward Hardwicke | legătură |

Prima adaptare a fost regizată de George Ridgwell în 1923 într-un scurt-metraj de 20 minute (alb-negru, mut) cu Eille Norwood în rolul lui Sherlock Holmes, Hubert Willis în rolul dr. John Watson și Lionel d'Aragon în rolul contelui Sylvinus.  Acest film este cel de-al 33-lea film cu Sherlock Holmes din seria de filme mute cu Eille Norwood.
În anul 1951, BBC a realizat o adaptare a acestei povestiri pentru un scurt-metraj de televiziune de 30 minute cu titlul The Adventure of the Mazarin Stone. În această versiune, rolurile principale au fost interpretate de Andrew Osborn (Sherlock Holmes), Philip King (Dr. Watson) și Frank Carriello (Contele Negretto Sylvius). 
O nouă adaptare a fost realizată într-un episod din 1994 al serialului TV Sherlock Holmes cu actorii Jeremy Brett și Edward Hardwicke în rolurile principale.  Această povestire a fost mult rescrisă pentru episodul serialului realizat de Granada Television. Adaptarea din 1994 conține în realitate două povestiri cu Sherlock Holmes într-un singur episod: Cazul diamantului Mazarin și Aventura celor trei Garrideb. 
Cea mai importantă schimbare este faptul că Sherlock Holmes nu apare decât în prolog și în scena finală (actorul Jeremy Brett era foarte bolnav în acea perioadă). Mycroft Holmes (Charles Gray) preia cazul diamantului furat, în timp ce Watson (Edward Hardwicke) se ocupă în particular de cazul celor trei Garrideb. Acest episod este al 40-lea al serialului și al cincilea al seriei intitulate « Memoriile lui Sherlock Holmes ». 
Numele principalului răufăcător din filmul Sherlock Holmes (2009) cu Robert Downey Jr. în rolul principal, Lordul Blackwood, este derivat de la numele contelui Negretto Sylvius (Negretto este cuvântul italian pentru englezescul "Black", iar Sylvius este latinescul cuvântului englezesc "Woods").

## Traduceri în limba română
- Diamantul coroanei - în volumul "Diamantul coroanei; Documentul secret" (Ed. Transilvania, Sibiu, 1991) - traducere de Andrei Bantaș
- Diamantul - în volumul "Sherlock Holmes: Cinci sîmburi de portocală; Omul cu buza răsucită; Banda pestriță; Diamantul; Piciorul diavolului; Aventura de la Wisteria Lodge; Detectivul muribund" (Ed. Wotan, București, 1991) - traducere de Aurel Petrescu
- Piatra lui Mazarin - în volumul "Vampirul din Sussex" (Ed. Vremea SC, București, 1992), traducere de Daniela Caraman-Fotea
- Cazul diamantului Mazarin - în volumul "Aventurile lui Sherlock Holmes. Vol IV" (Colecția Adevărul, București, 2010), traducere de Alina Claudia Begu
- Cazul diamantului Mazarin - în volumul "Aventurile lui Sherlock Holmes. Vol. IV" (Colecția Adevărul, București, 2011) - traducere de Alina Claudia Begu